# La Roca de la Sierra
La Roca de la Sierra és un municipi de la província de Badajoz, a la comunitat autònoma d'Extremadura. Situat entre Puebla de Obando i Villar del Rey

## Població
La població ha mantingut un fort creixement fins a mitjans del segle xx que és quan arriba al seu sostre demogràfic. A partir de 1950, l'emigració ha assotat al municipi duent-lo a perdre, fins a 1986, gairebé la meitat dels efectius demogràfics amb els quals contava. Aquest municipi, que es troba sota una atracció forta de la ciutat de Badajoz, malgrat tenir en el quinquenni 1981-1985 una alta natalitat (16,1 per 1000) i una baixa mortalitat (10,5 per 1000) acusa un saldo migratori negatiu per al quinquenni del 33,1 per 1000.

## Activitat Econòmica
La taxa d'activitat en 1986 tenia un valor del 33,2%. En la distribució per sectors s'aprecia un predomini absolut de l'agrari que acull al 73,5% de la població activa, seguit des de lluny pel de serveis (15,6%) la construcció(8,2%) i la indústria(2,7%). La vocació dels sòls, des del punt de vista agrari, és de tipus ramader, ja que el pasturatge ocupa gairebé el 40,4% del terme municipal. La superfície llaurada representa una important part (48,9%) però la majoria és de tipus devesa; destacant entre els cultius els herbacis (89%) i l'olivar. Del total de les unitats ramaderes destaca el boví (753), propi de les deveses; seguit de l'oví (512), porcí (86) i caprí (39).